# گومبا (ماریو)
گومباها (به انگلیسی: The Goombas؛ ‎/ˈɡuːmbə/‎) که در اصل گومبا کوچولو نام داشتند و در ژاپن تحت نام کوریبو شناخته می‌شوند، گونه‌ای از جانوران داستانی در فرنچایز ماریو توسط نینتندو می‌باشند که برای اولین در بازی ویدئویی برادران سوپر ماریو برای ان‌ای‌اس به‌عنوان اولین دشمنان از ارتش باوزر که بازیکن با آن‌ها روبه‌رو می‌شود، حضور یافتند. خارج از بازی‌های ویدئویی آن‌ها در دیگر رسانه‌ها از جمله فیلم و سریال‌های این فرنچایز نیز حضور یافته‌اند. گومباها معمولا قهوه‌ای هستند و ابروهای مشکی بلند، نیم‌تنه‌های برنزه، پاهای قهوه‌ای تیره و دندان‌های نیش تیز روبه بالایی دارند و به‌طور رایج در بازی‌های ویدئویی به‌عنوان مانع، بی‌هدف قدم می‌زنند. آن‌ها در اواخر تولید برادران سوپر ماریو به‌عنوان دشمنان ساده و آسان برای شکست گنجانده شدند.